# Theriophonum
Theriophonum, rod kozlačevki smješten u tribus Areae, dio potporodice Aroideae. Sastoji se od pet priznatih vrsta raširenih po Indiji i Šri Lanki. 
Geofiti tropskih šuma koji rastu po šumskom tlu, travnatim mjestima, jarcima, te vlažna mjesta na kamenitom, lateritnom tlu.

## Vrste
1. Theriophonum dalzellii Schott
2. Theriophonum fischeri Sivad.
3. Theriophonum infaustum N.E.Br.
4. Theriophonum minutum (Willd.) Baill.
5. Theriophonum sivaganganum (Ramam. & Sebastine) Bogner

## Sinonimi
- Calyptrocoryne Schott
- Pauella Ramam. & Sebastine
- Tapinocarpus Dalzell